# Campeonato Mundial de Taekwondo de 2009
O Campeonato Mundial de Taekwondo de 2009 foi a 19ª edição do evento, organizado pela Federação Mundial de Taekwondo (WTF) entre 14 de outubro a 18 de outubro de 2009. A competição foi realizada na Ballerup Super Arena, em Copenhaga, Dinamarca. 

## Resultados
Os resultados foram os seguintes. 
Masculino
| Evento        | Ouro                          | Prata                         | Bronze                          |
| Até 54 kg     | Coreia do Sul Choi Yeon-ho    | Afeganistão · Mahmood Haidari | Tailândia · Chutchawal Khawlaor |
| Até 54 kg     | Coreia do Sul Choi Yeon-ho    | Afeganistão · Mahmood Haidari | Irão Meisam Bagheri             |
| Até 58 kg     | Espanha · Joel González       | México · Damián Villa         | Afeganistão · Sayed Hasan Rezai |
| Até 58 kg     | Espanha · Joel González       | México · Damián Villa         | Argentina · Mauro Crismanich    |
| Até 63 kg     | Coreia do Sul Yeom Hyo-seob   | Irão Reza Naderian            | Espanha · Javier Marrón         |
| Até 63 kg     | Coreia do Sul Yeom Hyo-seob   | Irão Reza Naderian            | Turquia · Cem Uluğnuyan         |
| Até 68 kg     | Irão Mohammad Bagheri Motamed | México · Idulio Islas         | Turquia · Servet Tazegül        |
| Até 68 kg     | Irão Mohammad Bagheri Motamed | México · Idulio Islas         | Senegal · Balla Dièye           |
| Até 74 kg     | Coreia do Sul Kim Joon-tae    | Canadá · Maxime Potvin        | Estados Unidos · Mark López     |
| Até 74 kg     | Coreia do Sul Kim Joon-tae    | Canadá · Maxime Potvin        | Alemanha · Mokdad Ounis         |
| Até 80 kg     | Estados Unidos · Steven López | Espanha · Nicolás García      | Canadá · Sébastien Michaud      |
| Até 80 kg     | Estados Unidos · Steven López | Espanha · Nicolás García      | Azerbaijão · Rashad Ahmadov     |
| Até 87 kg     | Turquia · Bahri Tanrıkulu     | Itália · Carlo Molfetta       | Sérvia · Vanja Babić            |
| Até 87 kg     | Turquia · Bahri Tanrıkulu     | Itália · Carlo Molfetta       | Irão Yousef Karami              |
| Mais de 87 kg | Mali · Daba Modibo Keïta      | Coreia do Sul Nam Yun-bae     | Irão Hossein Tajik              |
| Mais de 87 kg | Mali · Daba Modibo Keïta      | Coreia do Sul Nam Yun-bae     | Cazaquistão · Arman Chilmanov   |

Feminino
| Evento        | Ouro                             | Prata                         | Bronze                          |
| Até 46 kg     | Coreia do Sul Park Hyo-ji        | Porto Rico · Zoraida Santiago | Tailândia · Buttree Puedpong    |
| Até 46 kg     | Coreia do Sul Park Hyo-ji        | Porto Rico · Zoraida Santiago | Canadá · Yvette Yong            |
| Até 49 kg     | Espanha · Brigitte Yagüe         | Rússia · Anna Soboleva        | China · Wu Jingyu               |
| Até 49 kg     | Espanha · Brigitte Yagüe         | Rússia · Anna Soboleva        | França · Yasmina Aziez          |
| Até 53 kg     | Estados Unidos · Danielle Pelham | Tailândia · Sarita Phongsri   | Coreia do Sul Kwon Eun-kyung    |
| Até 53 kg     | Estados Unidos · Danielle Pelham | Tailândia · Sarita Phongsri   | Guatemala · Euda Carías         |
| Até 57 kg     | China · Hou Yuzhuo               | Itália · Veronica Calabrese   | Espanha · Andrea Rica           |
| Até 57 kg     | China · Hou Yuzhuo               | Itália · Veronica Calabrese   | Taipé Chinesa · Tseng Pei-hua   |
| Até 62 kg     | Coreia do Sul Lim Su-jeong       | China · Zhang Hua             | Espanha · Estefanía Hernández   |
| Até 62 kg     | Coreia do Sul Lim Su-jeong       | China · Zhang Hua             | Tailândia · Chonnapas Premwaew  |
| Até 67 kg     | França · Gwladys Épangue         | Cuba · Taimí Castellanos      | Croácia · Sandra Šarić          |
| Até 67 kg     | França · Gwladys Épangue         | Cuba · Taimí Castellanos      | Noruega · Nikolina Kursar       |
| Até 73 kg     | China · Han Yingying             | Coreia do Sul Lee In-jong     | Turquia · Furkan Asena Aydın    |
| Até 73 kg     | China · Han Yingying             | Coreia do Sul Lee In-jong     | Rússia · Anastasia Baryshnikova |
| Mais de 73 kg | Espanha · Rosana Simón           | China · Liu Rui               | Coreia do Sul Jo Seol           |
| Mais de 73 kg | Espanha · Rosana Simón           | China · Liu Rui               | Brasil · Natália Falavigna      |

## Quadro de medalhas
O quadro de medalhas foi publicado. 
| Ordem | País           | Medalha de ouro | Medalha de prata | Medalha de bronze | Total |
| ----- | -------------- | --------------- | ---------------- | ----------------- | ----- |
| 1     | Coreia do Sul  | 5               | 2                | 2                 | 9     |
| 2     | Espanha        | 3               | 1                | 3                 | 7     |
| 3     | China          | 2               | 2                | 1                 | 5     |
| 4     | Estados Unidos | 2               | 0                | 1                 | 3     |
| 5     | Irão           | 1               | 1                | 3                 | 5     |
| 6     | Turquia        | 1               | 0                | 3                 | 4     |
| 7     | França         | 1               | 0                | 1                 | 2     |
| 8     | Mali           | 1               | 0                | 0                 | 1     |
| 9     | Itália         | 0               | 2                | 0                 | 2     |
| 9     | México         | 0               | 2                | 0                 | 2     |
| 11    | Tailândia      | 0               | 1                | 3                 | 4     |
| 12    | Canadá         | 0               | 1                | 2                 | 3     |
| 13    | Afeganistão    | 0               | 1                | 1                 | 2     |
| 13    | Rússia         | 0               | 1                | 1                 | 2     |
| 15    | Cuba           | 0               | 1                | 0                 | 1     |
| 15    | Porto Rico     | 0               | 1                | 0                 | 1     |
| 17    | Argentina      | 0               | 0                | 1                 | 1     |
| 17    | Azerbaijão     | 0               | 0                | 1                 | 1     |
| 17    | Brasil         | 0               | 0                | 1                 | 1     |
| 17    | Taipé Chinesa  | 0               | 0                | 1                 | 1     |
| 17    | Croácia        | 0               | 0                | 1                 | 1     |
| 17    | Alemanha       | 0               | 0                | 1                 | 1     |
| 17    | Guatemala      | 0               | 0                | 1                 | 1     |
| 17    | Cazaquistão    | 0               | 0                | 1                 | 1     |
| 17    | Noruega        | 0               | 0                | 1                 | 1     |
| 17    | Senegal        | 0               | 0                | 1                 | 1     |
| 17    | Sérvia         | 0               | 0                | 1                 | 1     |
| Total | Total          | 16              | 16               | 32                | 64    |